# گرویدن به یهودیت
گرویدن به یهودیت (عبری: גיור‎) اقدامی رسمی از سوی فردی جنتیل است که قصد دارد به عنوان یک عضو کامل یک جمعیت یهودی درآید. یک تغییر دین معمولاً اقدامی مذهبی و ابراز نزدیکی با مردم یهودی و گاهی سرزمین اسرائیل است. یک گرویدن رسمی گاهی به منظور رفع هر گونه ابهام در خصوص یهودی بودن کسی است که می‌خواهد یهودی دانسته شود.

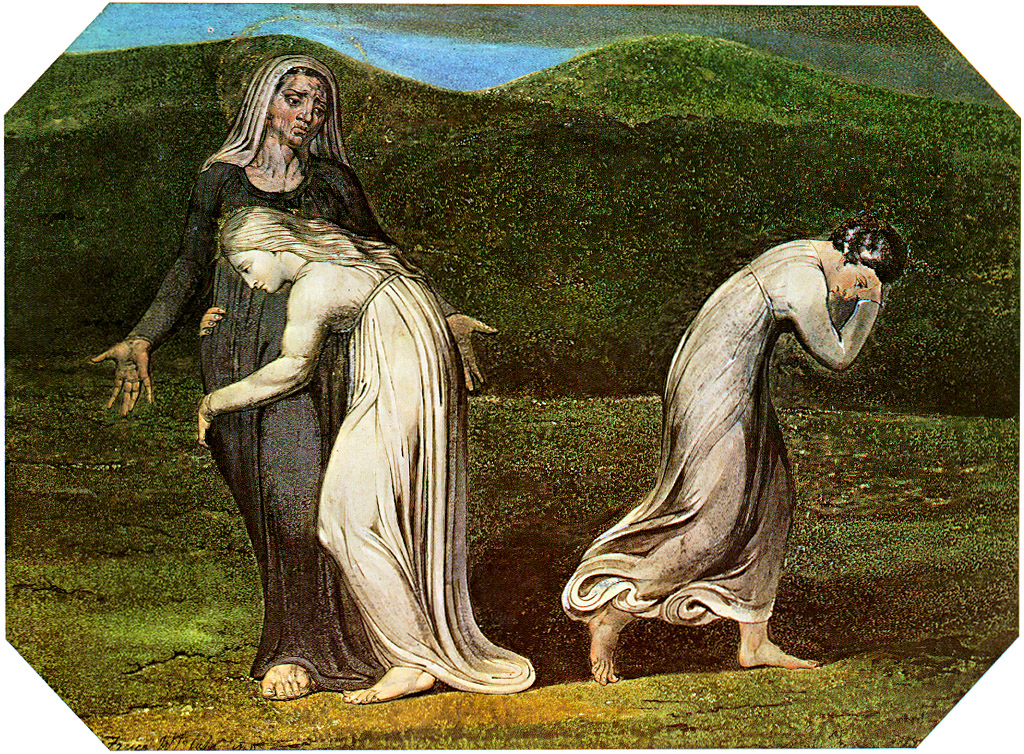

## ملزومات
آمورائیمی که تلمود را ساختند سه لازمه برای تغییر دین به یهودیت (کریتوت ۸ب) را وضع کردند، که باید در حضور و با تأیید یک دادگاه خاخامی هیدوت دیان متشکل از سه یهودی مذکر بالای سیزده سال (نیاز نیست خاخام باشند) انجام شود:
- ختنه (بریت میلا یا هتفت دم بریت) برای مردان[۴]
- غسل (تویلا) در حمام مناسکی (میکوه) برای مردان و زنان[۴]
- ارائهٔ یک (قربانی) رسمی در معبد (پرستش‌گاه اورشلیم) – این لازمه زمانی که معبد وجود ندارد که تا زمانی که دوباره ساخته شود به تعویق می‌افتد.

این در تلمود نیامده بلکه بعداً در هلاخا ذکر شده.
دیان پس از انجام سه لازمه مدرک یهودی بودن را صادر می‌کند.